# 特魯多韋 (托克馬克市鎮)
47°15′21″N 35°57′16″E / 47.25583°N 35.95444°E
特魯多韋（烏克蘭語：Трудове）是位於烏克蘭東南部的村莊，由扎波羅熱州波洛希區的托克馬克市鎮負責管轄。該村處於托克馬克河右岸，距離奧斯特里基夫卡1公里，始建於1864年，面積2.02平方公里，海拔高度71米，2001年人口476。